# Келог (Ајова)
Келог (енгл. Kellogg) град је у америчкој савезној држави Ајова. По попису становништва из 2010. у њему је живело 599 становника.

## Демографија
Према попису становништва из 2010. у граду је живело 599 становника, што је -7 (-1.2%) становника више него 2000. године.
| Група             | 2000.       | 2010.       |
| Белци             | 591 (97,5%) | 581 (97,0%) |
| Афроамериканци    | 1 (0,2%)    | 1 (0,2%)    |
| Азијати           | 3 (0,5%)    | 3 (0,5%)    |
| Хиспаноамериканци | 5 (0,8%)    | 13 (2,2%)   |
| Укупно            | 606         | 599         |